# Salaspils
Salaspils (în germană Kircholm) este un oraș din Letonia, situat în apropiere de capitala Riga. Este parte a regiunii Vidzeme și se află pe malul stâng al râului Daugava. Orașul are o populație de 16.267 locuitori și este cunoscut pentru importanța sa istorică și pentru memorialul dedicat victimelor celui de-al Doilea Război Mondial.

## Istorie
Salaspils a fost menționat pentru prima dată în 1301. Sub denumirea germană „Kircholm”, localitatea a fost locul unei importante bătălii din 1605 între trupele poloneze și cele suedeze. În timpul celui de-al Doilea Război Mondial, aici a existat un lagăr de concentrare nazist, iar în prezent există un memorial dedicat victimelor.